# Ashur-nirari V
Ashur-nirari V (también Assurnirari) fue rey de Asiria del 755 al 745 a. C. Fue sucedido por Tiglatpileser III.
Su nombre aparece en una inscripción de Sardur II, que sólo le concede el título de «rey de Asiria»
Ashur-nirari V era uno de los hijos de Adad-nirari III. Sucedió a su hermano Ashur-dan III en el trono asirio. Heredó una situación complicada de su predecesor: la influencia de los monarcas asirios había sido seriamente limitada por los dignatarios de la corte, particularmente por el comandante en jefe (turtanu) Shamshi-ili.
El comienzo de su reinado estuvo marcado por las preocupaciones por el poder emergente de Bit Agusi y de Karkemish, nuevas amenazas, apoyadas por el enemigo tradicional, Urartu. El general Shamshi-ili pudo lanzar un ataque contra Mati-ilu, rey de Bit-Agusi, y firmar un tratado, cuyo texto está mutilado, pero cuyo significado parece dirigirse a la contención de Urartu sobre Siria. Esto fue un triunfo para Asiria, pero pasado el peligro, Mati-ilu denunció el tratado.
De acuerdo con el canon epónimo, durante cuatro años el rey fue obligado a permanecer en tierra asiria, lo que ha sido interpretado como un síntoma de debilidad, ya que era costumbre que los reyes asirios organizasen una campaña militar cada año. Sin embargo, en su cuarto y quinto año de reinado pudo marchar sobre Namri. En el año 746 a. C. hubo una nueva revuelta, y un año más tarde fue derrocado por Tiglatpileser III, que según distintas fuentes pudo ser su hermano, su hijo, o bien un usurpador sin relación alguna con la casa real.
| Predecesor: Ashur-dan III | Rey de Asiria 755-745 a. C. | Sucesor: Tiglatpileser III |